# Cornelis Egbert Perk
Cornelis Egbert Perk (Hilversum, 26 december 1843 - Arnhem, 7 juni 1893) was een Nederlands dijkgraaf van de Anna Paulownapolder en burgemeester van Anna Paulowna.

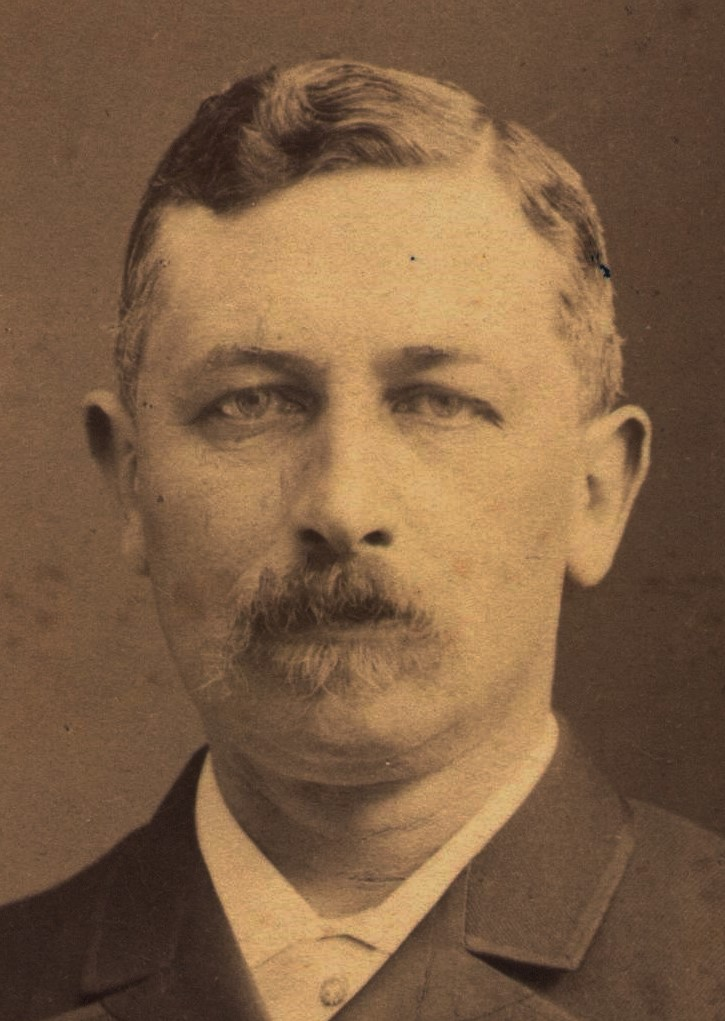
Cornelis Egbert Perk

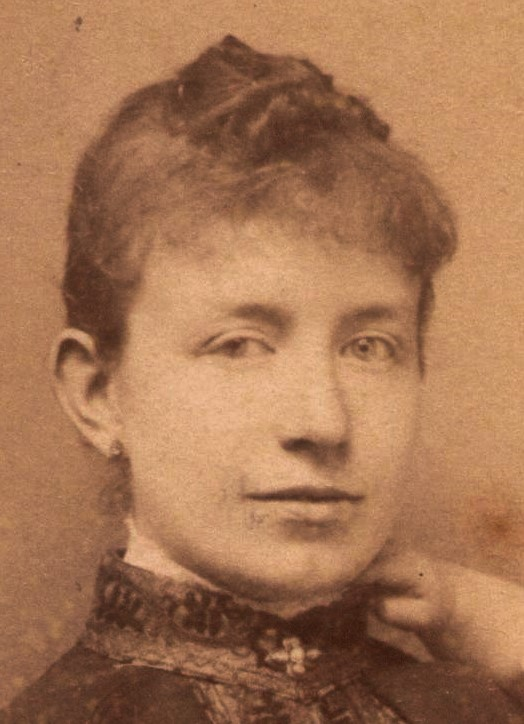
Detje Cecilia Agatha Strick van Linschoten

## Familie
Cornelis Egbert Perk was een zoon uit het tweede huwelijk van Albertus Jansz Perk en diens vrouw Maria Antoinette van Putten.
Hij trouwde op 16 september 1886 met jonkvrouw Detje Cecilia Agatha Strick van Linschoten.
Op 16 september 1887 werd hun enige kind Albertus Cornelis Perk geboren.
In Anna Paulowna is een straat naar hem vernoemd, de Burgemeester Perksingel.